# Теорема Рауса — Гурвіца
Теорема Рауса — Гурвіца — це критерій належності всіх коренів многочлена до лівої половини комплексної площини. Многочлени з такою властивістю називаються стабільними за Гурвіцем.
Це теорема важлива для динамічних систем в теорії керування, оскільки характеристичний многочлен стабільної лінійної системи диференціальних рівнянь має корені тільки в лівій півплощині (від'ємні власні значення).
Це теорема надає математичний тест стабільності системи, без знаходження розв'язків. Вона була доведена 1895 року і названа на честь Едварда Рауса та Адольфа Гурвіца.

## Позначення
Нехай {\displaystyle f(z)} многочлен з комплексними коефіцієнтами степеня {\displaystyle n} без коренів на уявній осі (тобто з нулевою дійсною частиною). А два дійсні многочлени {\displaystyle P_{0}(y)} та {\displaystyle P_{1}(y)}, такі що {\displaystyle f(iy)=P_{0}(y)+iP_{1}(y)}, є дійсною та комплексною частиною {\displaystyle f} на уявній осі.
Також позначимо:
- {\displaystyle p} кількість коренів {\displaystyle f} в лівій півплощині (з урахуванням кратності);
- {\displaystyle q} кількість коренів {\displaystyle f} в правій півплощині (з урахуванням кратності);
- Δ arg f(iy) зміну аргумента f(iy) коли {\displaystyle y} змінюється від −∞ до +∞;
- {\displaystyle w(x)} кількість змін узагальненого ланцюга Штурма отриманого з {\displaystyle P_{0}(y)} та P_1(y) застосуванням алгоритму Евкліда;
- {\displaystyle I_{-\infty }^{+\infty }r} — індекс Коші раціональної функції {\displaystyle r} вздовж дійсної осі.

## Твердження
Використовуючи ці позначення, теорема стверджує:
{\displaystyle p-q={\frac {1}{\pi }}\Delta \arg f(iy)=\left.{\begin{cases}+I_{-\infty }^{+\infty }{\frac {P_{0}(y)}{P_{1}(y)}}&{\text{для непарного степеня}}\\[10pt]-I_{-\infty }^{+\infty }{\frac {P_{1}(y)}{P_{0}(y)}}&{\text{для парного степеня}}\end{cases}}\right\}=w(+\infty )-w(-\infty ).}
З першої рівності, наприклад, можна стверджувати, що коли зміна аргумента {\displaystyle f(iy)} додатна, то {\displaystyle f(z)} матиме більше коренів зліва від уявної осі ніж справа.
Рівність p − q = w(+∞) − w(−∞) є комплексним аналогом теореми Штурма.  З тою різницею що: в теоремі Штурма зліва p + q та w — кількість змін в ланцюгу Штурма (коли в цій теоремі, w — кількість змін в узагальненому ланцюгу Штурма).

## Критерій стабільності Рауса — Гурвіца
Використовуючи цю теорему, критерій стабільності є тривіальним:
{\displaystyle f(z)} є стабільною за Гурвіцем тоді й лише тоді коли {\displaystyle p-q=n}. Умовою на коефіцієнти {\displaystyle f(z)} буде w(+∞) = n та w(−∞) = 0.